# Birdy the Mighty
Birdy the Mighty (яп. 鉄腕バーディー Тэцуван Ба:ди) — манга Масами Юки, впервые опубликованная в 1985 году в журнале Shonen Sunday Super. В 1988 году Масами преждевременно закончил работу из-за её малой популярности, но несмотря на это вышел 4-серийный OVA-сериал. В 2003 году Масами начал создавать ремейк манги; она публиковалась в журнале Shonen Sunday Super вплоть до его закрытия, после этого новые главы стали печататься в журнале Weekly Big Comic Spirits. Последний 20 том был опубликован в 2008 году. Вскоре в том же журнале началась публикация сиквела, Tetsuwan Birdy: Evolution.

## Сюжет
Бёрди Цефон Альтира является агентом Федерации и ловит преступников по всей галактике. Погоня за одним из них приводит её на Землю, где Бёрди во время битвы случайно убивает школьника Сэнкаву Цутому. Бёрди смогла сохранить ему шанс на жизнь, заключив его душу в своём теле на то время, пока не восстановится от повреждений тело мальчика. Так Цутому застрял в теле привлекательной и сильной Бёрди — инопланетянки со сверх способностями и агента федерации. Бёрди же продолжает расследование по поиску опасных преступников, которые хотят поставить эксперимент, целью которого является вся планета Земля.

## Персонажи
Бёрди Цефон Альтира (яп. バーディー・シフォン＝アルティラ) — главная героиня серии. Альтарианка по происхождению, с детства готовилась как агент федерации. Имеет сверхспособности, так как является продуктом биоинженерии по созданию суперсолдат — Иксионов. Она отправилась на Землю с целью поимки галактических преступников, но во время выполнения задания случайно убила школьника Цутому. Чтоб его спасти, ей пришлось заключить его сознание в своём теле. На Земле для прикрытия использует псевдоним Арита Сион.
Сэйю: Котоно Мицуиси (OVA), Саэко Тиба (аниме)
Цутому Сэнкава (яп. 千川つとむ) — японский школьник, ставший жертвой обстоятельств, вследствие которых его разум слился с разумом Бёрди. Можёт использовать тело Бёрди как своё, при этом он не может пользоваться силой Иксиона.
Сэйю: Иванага Тэцуя (OVA), Мию Ирино (аниме)